# هنري ماتيس
هنري ماتيس (Henri Matisse) عاش (1869-1954 م) هو رسّام فرنسي. من كبار أساتذة المدرسة الوحشية (fauvisme)، تفوق في أعماله على أقرانه، استعمل تدريجات واسعة من الألوان المنتظمة، في رسوماته الإهليجية (كانت تُعْنى بالشكل العام للمواضيع، مهملة التفاصيل الدقيقة)، يعتبر من أبرز الفنانين التشكيليين في القرن العشرين.

## حياته
وُلد ماتيس في لو كاتو-كامبرازي، في إقليم نور في شمال فرنسا، وهو الابن البكر لتاجر حبوب ثري. ونشأ في بوهين-أون-فرمندواس، بيكاردي، فرنسا. في عام 1887 ذهب إلى باريس لدراسة القانون، ومن ثم عمل كمسؤول محكمة في بلدته لو كاتو-كامبرازي بعد نيله اللقب. بدأ بالرسم للمرة الأولى عام 1889، بعد أن أحضرت له والدته مستلزمات الرسم خلال فترة تشافي بعد نوبة التهاب الزائدة الدودية. إكتشف ماتيس حينها «نوع من الجنة»، كما وصف ذلك لاحقًا، وقرّر أن يصبح فنّانًا، مما أخاب أمل والده بشدّة.
في عام 1891 عاد إلى باريس لدراسة الفن في أكاديمية جوليان وأصبح طالب لويليام-أدولف بوغيرو وغوستاف مورو. في البداية كان يرسم الطبيعة الصامتة والمناظر الطبيعيية بشكل تقليدي و مقبول. وقد تأثر ماتيس من أعمال أساتذة الفن السابقين مثل جان-بابتيست-سيميون شاردين، ونيكولا بوسان، وأنطوان واتو، فضلاً عن الفنانين المعاصرين، مثل إدوار مانيه، والفنون اليابانية. كان شاردين واحدًا من الرسامين الأكثر إعجابًا لماتيس؛ كطالب فن رسم ماتيس نسخ لأربع لوحات لشاردين في متحف اللوفر.
في العامين 1896 و 1897، زار ماتيس الرسّام الأسترالي بيتر راسل في جزيرو بيل إيل قبالة ساحل بريتاني. عرّفه راسل على الانطباعية وأعمال فان غوخ، والذي كان صديقًا راسل ولكن كان غير معروفًا تمامًا في ذلك الحين. وتغيّر أسلوب ماتيس تمامًا. وقال ماتيس لاحقًا «راسل كان أستاذي، وراسل أوضح لي نظريّة اللون». في عام 1896 عرض ماتيس خمس لوحات في صالون الشركة الوطنية للفنون الجميلة، اثنان منها تم شراؤها من قبل الدولة.
كان لديه ابنة من العارضة كارولين جوبلو، تُدعى مارغاريت، وُلدت عام 1894. في عام 1898 تزوّج أميلي نويل باراير؛ وربيّا مارغاريت سوية وكان لديهما كذلك ابنان، جون (ولد عام 1899) وبيير (وُلد عام 1900). عملتا مارغاريت وأميلي أحيانًا كعارضات لماتيس.
بدات شهرة ماتيس تتضح بعد أن اشترك مع بعض زملائه في صالة ن خريف عام 1905 واعتبر ماتيس زعيماً للحركة عندما أطلق اسم الوحوش على جماعته في مطلع القرن العشرين، وهي الوحشية التي لم تدم طويلاً.
وانهالت عليه الدعوات من المعجبين في أمريكا والسويد والنرويج لينشئ مراكز لأسلوب الدراسة الوحشية لذلك كان لتعليمه أثر في مسار التصوير الحديث.

## أعماله

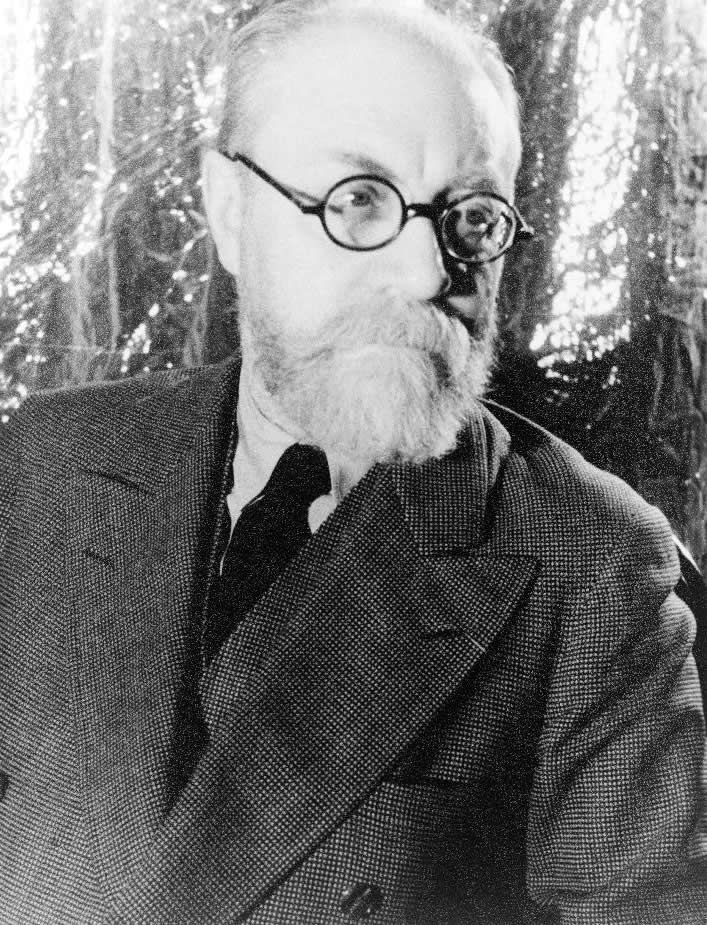
هنري ماتيس

تتضمن أعماله لوحات تصويرية، منقوشات، منحوتات، زجاجيات (كنيسة الدومينيكيين في فينشي، 1950 م). تَعْرِض العديد من متاحف العالم أعماله، وخصص اثنان منها له -في فرنسا-: أحدهما في نيس (Nice) والآخر في كاتو (Cateau).